# Bellardia brevistylata
Bellardia brevistylata är en tvåvingeart som först beskrevs av Villeneuve 1926.  Bellardia brevistylata ingår i släktet Bellardia och familjen spyflugor. Inga underarter finns listade i Catalogue of Life.